# Байхаситы
Байхаси́ты (араб. بيهسية‎, байхасийя) — последователи Абу Байхаса Хайсама ибн Джабира.
Абу Байхас обвинил в неверии Ибрахима и Маймуна ибн Халида (маймуниты) из-за их спора в вопросе о продаже невольниц неверующим-кафирам. Он также считал неверующими вакифитов из-за того, что те не делали такфир тому мусульманину, который впал в грех не зная о греховности совершённого поступка. Абу Байхас говорил: «Он обязан был знать это! Вера есть знание всего истинного и ложного. Вера — знание в сердце, а не слова и дела». С его слов передают: «Вера — это признание обязательности и знание, это не одно из этих двух дел, исключая другое».
Одно из течений байхаситов — ’ауниты, — разделились на два лагеря в вопросе о том мусульманине, который вернулся из страны переселения (дар аль-хиджра) в свой дом. Но обе секты были едины в том, что если имам мусульман неверующий, то и все его подданные являются кафирами. Ауниты также утверждали, что опьянение является неверием, однако не обвиняли пьяницу до тех пор, пока он не совершал другой грех, помимо пьянства.
Часть байхаситов считала, что если человек впал в грех, не следует обвинять его в куфре, пока имам мусульман не вынесет решение относительно него.

## Асхаб ат-тафсир и Асхаб ас-суал
Среди байхаситов существовали секты «сторонников разъяснения» и «сторонников вопроса», от которых отреклась основная масса байхаситов.
- Асхаб ат-тафсир (араб. أصحاب التفسير‎) — последователи аль-Хакама ибн Марвана аль-Куфи, который говорил о том, что всякий свидетельствующий против мусульманина должен «разъяснить» своё свидетельство.
- Асхаб ас-суал (араб. أصحاب السؤال‎) — последователи Шабиба ибн Йазида аш-Шайбани (погиб в 697 году в борьбе с аль-Хаджжаджем ибн Юсуфом), которых ошибочно отождествляют с Шабибом ан-Наджрани и шабибитами. Сторонники вопроса говорили: «Человек является мусульманином, если он произнес оба свидетельства исповедания веры (шахада), отрекся (от врагов Аллаха), признал покровительство (друзей Аллаха) и уверовал целиком в то, что пришло от Аллаха всевышнего. Если он не знал, то он спрашивает о том, что предписал ему Аллах. И ему не вредит, что он не знает, пока он не испытан этим и не спросит. Если же впадающий в запретное не узнал о запрещении этого, то он в действительности неверующий».